# ブリャンスク戦線
ブリャンスク戦線（ロシア語: Брянский фронт、ブリャンスク方面軍、もしくはブリャンスク正面軍とも）は、第二次世界大戦中（独ソ戦初期～中期）に3度に渡りソ連のブリャンスク地域に設置された赤軍の方面軍級部隊である。

## ブリャンスク戦線（1941年8月～11月）
最初のブリャンスク戦線は、1941年8月16日、ブリャンスク・ベジツク産業地区をカバーし、中央戦線及び南西戦線後方への敵の突破を阻止するために、第13軍と第50軍から編成された。事後、第3軍と第21軍が編入された。
9月初め、戦線部隊は、最高司令部スタフカの指示により、ロスラヴリ、コノトプ方面を攻撃していた敵第2装甲集団を攻撃したが、南西戦線後方への敵の進出を阻止できなかった。9月10日～10月23日、オリョール・ブリャンスク作戦を行い、敵の南方からのモスクワ包囲の試みを阻止した。
11月10日、同日付のスタフカの命令により、戦線は廃止された。第50軍は西部戦線に、第3軍と第13軍は南西戦線に配属された。指揮機関は、南西方面軍総司令官の管轄下に入った。

### 編制
- 第13軍 - 1941年8月16日～11月10日。事後、南西戦線
- 第50軍 - 1941年8月16日～11月10日。事後、西部戦線
- 第3軍 - 11月10日に南西戦線
- 第21軍

### 指揮官
司令官：
1. アンドレイ・エリョーメンコ中将（1941年8月～10月）
2. 臨時代行M.ペトロフ少将（1941年10月）
3. ゲオルギー・ザハロフ少将（1941年10月～11月）

軍事会議議員：
1. P.マゼポフ師団委員（1941年8月～11月）
2. パンテレイモン・ポノマレンコ白ロシア共産党中央委員会第一書記（1941年10月～11月）

参謀長：
1. ゲオルギー・ザハロフ少将（1941年8月～10月）
2. L.サンダロフ大佐（1941年10月～11月）

## ブリャンスク戦線（1941年12月～1943年3月）
2度目のブリャンスク戦線は、1941年12月24日、オリョール・ブリャンスク方面での攻勢展開と敵の撃破のために設置された。戦線には、F.コステンコ中将の作戦集団の第3軍、第13軍と第61軍が配属された。事後、第40軍、第48軍、第38軍、第2戦車軍、第5戦車軍、第2航空軍、第15航空軍が配属された。
1941年12月～1942年2月、ボルホフ及びオリョール方面で攻勢作戦を行い、西部戦線のドイツ中央軍集団の南翼撃破を助力した。1942年の夏と秋、戦線部隊は、トゥーラ及びヴォロネジ方面をカバーし、南西戦線と協同で敵の攻撃を撃退した。これらの作戦は失敗であったが、ヴォロネジ地区の戦況を安定させることができた。
1942年7月、戦線は、ブリャンスク戦線とヴォロネジ戦線に分離された。8月～9月、逆襲を行い、ヴォロネジ及びスターリングラード郊外の防勢作戦を支援した。
1943年初め、戦線部隊は、ヴォロネジ・カストルネン作戦に参加し、ドイツ第2軍とハンガリー第2軍第3軍団主力を撃破した。クルスク方面に退却する敵を追撃し、ノヴォシリ、マロアルハンゲリスクの線に進出した。
1943年3月12日、3月11日付のスタフカの命令に基づき、戦線は解散された。第61軍は西部戦線に、第3軍、第13軍、第48軍は中央戦線に、第15航空軍と指揮機関はスタフカ予備に移管された。1943年3月13日～28日の間、旧戦線指揮機関は、予備戦線、クルスク戦線、オリョール戦線の指揮機関となった。

### 編制
- 第3軍 - 1941年12月24日～1943年3月12日。事後、中央戦線
- 第13軍 - 1941年12月24日～1943年3月12日。事後、中央戦線
- 第61軍 - 1941年12月24日～1943年3月12日。事後、西部戦線
- 第40軍
- 第48軍 - 1943年3月12日に中央戦線
- 第38軍
- 第2戦車軍
- 第5戦車軍
- 第2航空軍
- 第15航空軍 - 1943年3月12日にスタフカ予備

### 指揮官
司令官：
1. ヤーコフ・チェレヴィチェンコ大将（1941年12月～1942年4月）
2. フィリップ・ゴリコフ中将（1942年4月～7月）
3. ニーカンドル・チービソフ中将（1942年7月）
4. コンスタンチン・ロコソフスキー中将（1942年7月～9月）
5. マークス・レイテル中将（1942年9月～1943年3月）

軍事会議議員：
1. K.コロビャコフ軍団委員（1941年12月～1942年4月）
2. I.スサイコフ軍団委員（1942年4月～7月）
3. S.シャバリン連隊委員（1942年7月～9月）
4. I.スサイコフ軍団委員（1942年10月～1943年3月）

参謀長：
1. ウラジーミル・コルパクチ少将（1941年12月～1942年1月）
2. M.カザコフ少将（1942年1月～7月）
3. ミハイル・マリーニン少将（1942年7月～9月）
4. L.サンダロフ大佐（1942年9月～1943年3月）

## ブリャンスク戦線（1943年3月～10月）
3度目のブリャンスク戦線は、1943年3月28日、第3軍、第61軍、第15航空軍から編成された。事後、第63軍、第50軍、第11軍、第11親衛軍、第3親衛戦車軍、第4親衛戦車軍が配属された。
1943年3月～7月、戦線部隊は、オリョール・トゥーラ方面をカバーし、7月～8月、オリョール作戦に参加した。西部戦線左翼及び中央戦線右翼部隊と協同で、ドイツ第2装甲軍と第9軍を撃破した。9月1日～10月3日、戦線は、ブリャンスク作戦を行い、ブリャンスクを防衛していた敵集団を側面から打撃した。第9軍を追撃しつつ、10月初め、ソジュ川及びプロニャ川の線まで進出し、事後のゴメリ及びボブルイスク方面の攻勢に好適な条件を創出した。
1943年10月10日、10月1日付スタフカの命令に基づき、戦線は廃止された。第3軍、第11軍、第50軍、第63軍は、中央戦線に編入された。指揮機関は、バルト戦線の指揮機関の編成に回された。

### 編制
- 第3軍 - 1943年3月28日～10月10日。事後、中央戦線
- 第61軍 - 1943年3月28日～
- 第15航空軍 - 1943年3月28日～10月10日。事後、バルト戦線
- 第63軍 - 1943年10月10日に中央戦線
- 第50軍 - 1943年10月10日に中央戦線
- 第11軍 - 1943年10月10日に中央戦線
- 第11親衛軍 - 1943年10月10日にバルト戦線
- 第3親衛戦車軍
- 第4親衛戦車軍

### 指揮官
司令官：
1. マークス・レイテル大将（1943年3月～6月）
2. マルキアン・ポポフ大将（1943年6月～10月）

軍事会議議員：
1. I.スサイコフ戦車兵少将（1943年3月～7月）
2. レフ・メフリス中将（1943年7月～10月）

参謀長：
1. L.サンダロフ中将（1943年3月～10月）